# Belovo (Bulgaria)
Belovo (en búlgaro: Белово) es una ciudad de Bulgaria en la provincia de Pazardzhik.

## Geografía
Se encuentra a una altitud de 326 m s. n. m. a 90 km de la capital nacional, Sofía.

## Demografía
Según estimación 2012 contaba con una población de 3817 habitantes.
|         | 2004  | 2005  | 2006  | 2007  | 2008  | 2009  | 2010  | 2011  |
| Mujeres | 2 149 | 2 111 | 2 084 | 2 070 | 2 028 | 2 007 | 1 981 | 1 970 |
| Varones | 2 038 | 1 984 | 1 933 | 1 897 | 1 874 | 1 830 | 1 813 | 1 864 |
| Total   | 4 187 | 4 095 | 4 017 | 3 967 | 3 902 | 3 837 | 3 794 | 3834  |